# Kathryn Nesbitt
Kathryn Nesbitt (* 7. November 1988) ist eine US-amerikanische Fußballschiedsrichterassistentin. Sie steht als diese seit 2016 sowie als Video-Assistent seit 2022 auf der Liste der FIFA-Schiedsrichter.

## Karriere
Sie ist studierte Chemische Analystin. Als diese hatte sie auch eine Professur bis zwei Wochen vor der Weltmeisterschaft 2019 inne.  Ihr erster Einsatz bei einem professionellen Spiel war am 13. April 2013 bei einer NWSL-Partie.  Als Assistentin begleitete sie nebst mehreren Freundschaftsspiele auch schon international Spiele bei einigen Turnieren, wie zum Beispiel der Gold Cup der Männer 2021, sowie der Gold Cup der Frauen 2022. Zudem leitete sie das MLS-Cup-Finale 2020 und wurde in diesem Jahr auch als beste Schiedsrichterassistentin in der MLS ausgezeichnet. Zur Weltmeisterschaft 2022 wurde sie ins Aufgebot der Assistenten berufen.
Im Januar 2023 wurde Nesbitt für die Weltmeisterschaft 2023 in Australien und Neuseeland nominiert. Am 20. August 2023 leiteten Tori Penso, Brooke Mayo und Kathryn Nesbitt als erstes US-amerikanisches Schiedsrichtergespann das WM-Finale zwischen Spanien und England (1:0).